# I-172 (tàu ngầm Nhật)
I-72, sau đổi tên thành I-172, là một tàu ngầm tuần dương  Lớp Kaidai thuộc phân lớp Kaidai VIa nhập biên chế cùng Hải quân Đế quốc Nhật Bản vào năm 1937. Nó đã phục vụ trong Chiến tranh Thế giới thứ hai, hỗ trợ cho cuộc tấn công Trân Châu Cảng rồi tham gia  chiến dịch Guadalcanal trước khi bị đánh chìm tại khu vực đảo San Cristóbal trong khoảng tháng 10 hoặc tháng 11, 1942.

## Thiết kế và chế tạo

### Thiết kế
Phân lớp tàu ngầm Kaidai VIa là phiên bản được cải tiến từ phân lớp Kaidai V với tốc độ đi nổi nhanh hơn và lặn sâu hơn. Chúng có trọng lượng choán nước 1.814 tấn (1.785 tấn Anh) khi nổi và 2.479 tấn (2.440 tấn Anh) khi lặn, lườn tàu có chiều dài 104,7 m (343 ft 6 in), mạn tàu rộng 8,2 m (26 ft 11 in) và mớn nước sâu 4,57 m (15 ft 0 in). Con tàu có thể lặn sâu 75 m (246 ft) và có một thủy thủ đoàn đầy đủ bao gồm 68 sĩ quan và thủy thủ.
Chiếc tàu ngầm trang bị hai động cơ diesel Kampon Mk.1A Model 8 hai thì công suất 4.500 mã lực phanh (3.356 kW), mỗi chiếc vận hành một trục chân vịt. Khi lặn, mỗi trục được vận hành bởi một động cơ điện 900 mã lực (671 kW). Con tàu có thể đạt tốc độ tối đa 23 hải lý trên giờ (43 km/h; 26 mph) khi nổi và 8 hải lý trên giờ (15 km/h; 9,2 mph) khi lặn. Khi Kaidai VIa di chuyển trên mặt nước nó đạt tầm xa hoạt động 14.000 hải lý (26.000 km; 16.000 mi) ở tốc độ 10 hải lý trên giờ (19 km/h; 12 mph), và có thể lặn xa 65 nmi (120 km; 75 mi) ở tốc độ 3 hải lý trên giờ (5,6 km/h; 3,5 mph).
Lớp Kaidai VIa có sáu ống phóng ngư lôi 53,3 cm (21,0 in), gồm bốn ống trước mũi và hai ống phía đuôi, và mang tổng cộng 14 ngư lôi. Vũ khi trên boong tàu bao gồm hải pháo 10 cm (3,9 in)/50 caliber lưỡng dụng (chống hạm và phòng không), cùng một súng máy 13,2 mm (0,52 in) phòng không.

### Chế tạo
Trong khuôn khổ Chương trình Vũ trang Hải quân Bổ sung thứ nhất năm 1931, I-72 được đặt lườn xưởng đóng tàu của hãng Mitsubishi tại Kobe vào ngày 16 tháng 12, 1933 và được hạ thủy vào ngày 6 tháng 4, 1935. Nó hoàn tất và nhập biên chế vào ngày 7 tháng 1, 1937.

## Lịch sử hoạt động

### 1937 - 1940
Vào ngày nhập biên chế, I-72 được điều về Quân khu Hải quân Kure và gia nhập Đội tàu ngầm 20. Đơn vị này được điều động sang Hải đội Tàu ngầm 3 trực thuộc Đệ Nhị hạm đội, thuộc thành phần Hạm đội Liên hợp vào ngày 1 tháng 12, 1937. Đang khi di chuyển trên mặt nước với tầm nhìn hạn chế vào ngày 5 tháng 5, 1938, nó mắc tai nạn va chạm với thuyền máy Hachiyo Maru 60 GRT trong biển nội địa Seto, về phía Tây đảo Kurahashi-jima. I-72 chỉ bị hư hại nhẹ, nhưng Hachiyo Maru đắm chỉ trong vòng hai phút sau cú va chạm. Đội tàu ngầm 20 chuyển sang Hải đội Tàu ngầm 2 trực thuộc Đệ Nhị hạm đội vào ngày 5 tháng 7, 1938, rồi được điều trở lại Hải đội Tàu ngầm 3 và vẫn trực thuộc Đệ Nhị hạm đội vào ngày 15 tháng 11, 1939. Hải đội Tàu ngầm 3 được chuyển sang Đệ Lục hạm đội, thuộc thành phần Hạm đội Liên hợp, vào ngày 15 tháng 11, 1940.

### 1941
Vào đầu tháng 11, Hải đội Tàu ngầm 3 được điều động về Lực lượng Viễn Chinh Tiền Phương của Đệ Lục hạm đội, rồi đến ngày 11 tháng 11, bên trên soái hạm Katori, Phó đô đốc Shimizu Mitsumi, Tư lệnh Đệ Lục hạm đội, công bố Kế hoạch Z, là kế hoạch tấn công căn cứ Trân Châu Cảng của Hải quân Hoa Kỳ, mở màn cho cuộc xung đột tại Thái Bình Dương. Khi lực lượng Hải quân Nhật Bản bắt đầu được huy động cho chiến dịch, I-72 khởi hành từ vịnh Saeki tại bờ biển Kyūshū vào ngày 11 tháng 11, cùng với các tàu ngầm I-168, I-169, I-70, I-71 và I-73 hướng sang Kwajalein thuộc quần đảo Marshall, đến nơi vào ngày 20 tháng 11.

#### Chuyến tuần tra thứ nhất - Tấn công Trân Châu Cảng
Chiếc tàu ngầm lại khởi hành từ Kwajalein ba ngày sau đó cho chuyến tuần tra đầu tiên, hướng sang khu vực quần đảo Hawaii. Lúc đang trên đường đi, vào ngày 2 tháng 12, nó nhận được thông điệp từ Hạm đội Liên hợp: "Leo núi Niitaka 1208" (tiếng Nhật: Niitakayama nobore 1208), là mật lệnh cho biết chiến sự với Khối Đồng Minh sẽ bắt đầu vào ngày 8 tháng 12 (theo giờ Nhật Bản, tức ngày 7 tháng 12 tại Hawaii bên kia đường đổi ngày). Vào ngày 5 tháng 12, I-72 tiến hành trinh sát eo biển Kalohi tại quần đảo Hawaii giữa Lānaʻi và Molokaʻi. Sau đó nó cùng các tàu ngầm I-71 và I-73 trinh sát nơi neo đậu Lahaina Roads, không tìm thấy tàu chiến Hoa Kỳ nào tại đây.
Vào đúng ngày 7 tháng 12, các tàu ngầm khác thuộc Hải đội Tàu ngầm 3 được bố trí về phía Nam Oahu, sẵn sàng tấn công mọi tàu bè tìm cách thoát khỏi Trân Châu Cảng. Ba tàu ngầm I-71, I-72 và I-73 thuộc Đội tàu ngầm 20 được bố trí hoạt động ở khoảng cách 25–50 nmi (46–93 km) về phía Đông Nam Oahu. Đến chiều tối ngày 16 tháng 12, nó trồi lên mặt nước ngoài khơi vịnh Hilo để bắn phá Hilo, Hawaii bằng hải pháo 4,7 in (120 mm). Sang ngày 19 tháng 12, nó phóng ngư lôi tấn công chiếc Prusa (5.113 tấn), vốn đang trên đường từ Honolulu, Hawaii đến Baltimore, Maryland, khiến chiếc tàu chở hàng đắm chỉ chín phút sau đó tại tọa độ 16°45′B 156°00′T / 16,75°B 156°T. Chiếc tàu ngầm kết thúc chuyến tuần tra và quay trở về Kwajalein vào ngày 28 tháng 12.

### 1942

#### Chuyến tuần tra thứ hai
Vào ngày 12 tháng 1, 1942, I-72 khởi hành từ Kwajalein cho chuyến tuần tra thứ hai, cùng với các tàu ngầm I-71 và I-73. Họ thay phiên cho các tàu ngầm I-18, I-22 và I-24 tại một tuyến tuần tra tại vùng biển Hawaii.
Đi đến khu vực tuần tra được chỉ định vào ngày 21 tháng 1, chỉ hai ngày sau đó I-72 bắt gặp và tấn công chiếc tàu tiếp dầu Hoa Kỳ USS Neches (AO-5) (7.383 tấn), đang trên đường đi đến tiếp nhiên liệu cho Lực lượng Đặc nhiệm 11 mà không được hộ tống. Quả ngư lôi đầu tiên được I-72 phóng ra lúc 03 giờ 10 phút đã trúng đích nhưng không kích nổ; quả thứ hai trúng Neches phía sau bên mạn phải, phá hủy phòng động cơ; còn quả thứ ba trúng bên mạn trái. Khi I-72 trồi lên mặt nước với ý định kết liễu mục tiêu bằng hải pháo, Neches bắn trả với hỏa lực pháo 3 in (76 mm) và 5 in (130 mm), buộc chiếc tàu ngầm phải lặn trở xuống. Neches lật nghiêng qua mạn phải và đắm tại tọa độ 21°01′B 160°06′T / 21,017°B 160,1°T. Việc mất chiếc tàu tiếp dầu khiến Lực lượng Đặc nhiệm 11, được hình thành chung quanh tàu sân bay USS Lexington (CV-2), không thể tiến hành không kích xuống đảo Wake theo kế hoạch và phải quay trở lại Trân Châu Cảng.
I-72 kết thúc chuyến tuần tra và quay trở về Kwajalein vào ngày 16 tháng 2.

#### Chuyến tuần tra thứ ba
Đến ngày 18 tháng 2, I-72 khởi hành từ Kwajalein để cùng tàu ngầm I-71 tuần tra phòng thủ tại khu vực Rabaul, trên đảo New Britain, sau khi Lực lượng Đặc nhiệm 11 của Hải quân Hoa Kỳ tiếp cận để không kích căn cứ này. Mất yếu tố bất ngờ, lực lượng Hoa Kỳ hủy bỏ kế hoạch tấn công và rút lui, nên I-72 chuyển hướng sang tuần tra khu vực phía Đông đảo Wake. Không tìm thấy mục tiêu nào phù hợp, chiếc tàu ngầm quay trở về Nhật Bản, về đến Kure, Hiroshima vào ngày 5 tháng 3.
Trong khi con tàu được sửa chữa, Đội tàu ngầm 20 được giải thể, và I-72 được điều sang Đội tàu ngầm 12. Nó rời Kure vào ngày 15 tháng 4, viếng thăm Yokosuka từ ngày 3 đến ngày 10 tháng 5, rồi quay trở lại Kure vào ngày 12 tháng 5, nơi chiếc tàu ngầm tiếp tục được sửa chữa. Trong giai đoạn này nó được đổi tên thành I-172 vào ngày 20 tháng 5. Sau khi hoàn tất việc sửa chữa, nó khởi hành từ Kure vào ngày 22 tháng 8 để hướng sang căn cứ Truk, đến nơi vào ngày 28 tháng 8.
I-172 khởi hành từ Truk vào ngày 30 tháng 8 để tham gia vào Chiến dịch Guadalcanal, vốn đã bắt đầu từ ngày 7 tháng 8, với nhiệm vụ trinh sát khu vực Guadalcanal. Nó quay trở lại căn cứ Truk vào ngày 30 tháng 9.

#### Chuyến tuần tra thứ tư
Với Tư lệnh Đội tàu ngầm 12 trên tàu, I-172 khởi hành từ Truk vào ngày 12 tháng 10 cho chuyến tuần tra thứ tư. Thoạt tiên nó có nhiệm vụ hỗ trợ cho đợt tấn công bằng tàu ngầm bỏ túi Type A Kō-hyōteki nhắm vào tàu bè Đồng Minh ngoài khơi Lunga Point, Guadalcanal. Tuy nhiên vào ngày 14 tháng 10, nó được lệnh gia nhập cùng tàu ngầm I-26 về phía Nam San Cristóbal để nạp điện cho các tàu ngầm bỏ túi Type A đang được vận chuyển trên tàu tiếp liệu tàu ngầm Chiyoda. Mệnh lệnh cho nó lại bị thay đổi vào ngày hôm sau 15 tháng 10, khi tham gia cùng các tàu ngầm I-1, I-2, I-3, I-4, I-5, I-7, I-17, I-22 và I-31, được gọi chung là "Nhóm A", để hình thành nên tuyến tuần tra về phía Đông Nam Guadalcanal. Nó tiếp tục nhiệm vụ này cho đến khi Trận chiến quần đảo Santa Cruz (25 đến 27 tháng 10) kết thúc. Sau khi "Nhóm A" được giải thể vào ngày 28 tháng 10, I-172 được bố trí tại vùng biển về phía Tây Nam San Cristóbal để tấn công tàu bè Đồng Minh tăng viện cho lực lượng đồn trú tại Guadalcanal.

#### Bị mất
Các nguồn đều thống nhất I-172 đã bị đánh chìm khi đang hoạt động về phía Tây Nam San Cristóbal, nhưng mâu thuẫn về nguyên nhân và ngày giờ con tàu bị mất. Sử liệu chính thức phía Hoa Kỳ ghi công tàu khu trục quét mìn USS Southard (DMS-10) đã đánh chìm I-172 ở phía Nam eo biển Indispensable tại tọa độ 10°13′N 161°09′Đ / 10,217°N 161,15°Đ vào ngày 10 tháng 11, nhưng ghi chú thêm tài liệu phía Nhật Bản ghi nhận Southard đã đánh chìm chiếc I-15. Một thủy phi cơ tuần tra PBY-5 Catalina thuộc Liên đội Tuần tra VP-11 Hải quân Hoa Kỳ phát hiện một tàu ngầm đối phương vào ngày 29 tháng 10 tại tọa độ 13°15′N 162°45′Đ / 13,25°N 162,75°Đ, và đã thả hai quả mìn sâu 650 lb (290 kg) sau khi mục tiêu lặn khẩn cấp né tránh. Một lượng lớn dầu diesel nổi lên mặt biển và vẫn còn nhìn thấy cho đến ngày hôm sau.
Theo nguồn phía Nhật Bản, vào ngày 3 tháng 11, I-172 phát hiện một đoàn tàu vận tải đối phương về phía Tây Nam San Cristóbal đang hướng đến Lunga Point, Guadalcanal. I-172 gửi một báo cáo phát hiện mục tiêu cuối cùng về căn cứ lúc 04 giờ 10 phút. Tàu tuần dương hạng nhẹ USS Helena (CL-50), trong thành phần hộ tống cho đoàn tàu vận tải, phát hiện một mục tiêu trên mặt nước qua radar ở khoảng cách 16.000 yd (15.000 m), nên tàu khu trục USS McCalla (DD-488) được cho tách ra lúc 05 giờ 22 phút để trinh sát mục tiêu. McCalla phát hiện một tàu ngầm hầu như đứng im ở khoảng cách 2.000 yd (1.800 m), và bắt đầu tăng tốc để tìm cách húc vào đối phương. Chiếc tàu ngầm lặn xuống lúc 05 giờ 32 phút, và đổi hướng tiến thẳng về phía McCalla, một kính tiềm vọng xuất hiện bên mạn trái phía mũi chiếc tàu khu trục ở khoảng cách 100–200 yd (91–183 m). McCalla bắt đầu thả mìn sâu tấn công lúc 05 giờ 37, thả sáu quả 600 lb (270 kg) và năm quả 300 lb (140 kg) được cài đặt để kích nổ ở độ sâu 50–100 ft (15–30 m). Ba mươi giây sau khi quả mìn cuối cùng kích nổ, họ nghe được một tiếng nổ lớn, rồi tiếp nối bởi một vụ nổ khác sau 30 giây, và một vụ nổ thứ ba sau khoảng ba phút nữa. Sau vụ nổ sau cùng, tín hiệu sonar của mục tiêu biến mất, và thủy thủ đoàn ghi nhận mùi dầu diesel nồng nặc tại tọa độ 10°53′N 161°50′Đ / 10,883°N 161,833°Đ.
Theo nguồn Dictionary of American Naval Fighting Ships, McCalla tiến hành đợt tấn công bằng mìn sâu vào ngày 2 tháng 11, nhưng không ghi nhận nó đã đánh chìm tàu ngầm nào trong cả ngày 2 hay 3 tháng 11. Còn Southard vào sáng sớm ngày 10 tháng 11, đang khi di chuyển giữa San Cristobal và Guadalcanal trên đường đi đến vịnh Aola, Guadalcanal, nó bắt gặp I-172 hoạt động trên mặt nước. Southard giảm tốc độ xuống 10 kn (19 km/h) và nổ súng; I-172 lặn xuống né tránh và Southard tiếp tục tấn công bằng mìn sâu. Southard mất dấu I-172 trong suốt ba giờ rưỡi sau đó, và khi dò thấy mục tiêu trở lại lúc 06 giờ 07 phút, nó tấn công với năm lượt mìn sâu trong suốt ba giờ tiếp theo. Sau loạt cuối cùng, Southard quan sát thấy nhiều dầu loang trồi lên mặt nước, nên tiến lại gần quan sát, không thấy dấu hiệu nào xác nhận đã tiêu diệt mục tiêu. Ở khoảng cách 2.000 yd (1.800 m), một tàu ngầm bất ngờ trồi lên mặt nước theo phương gần thẳng đứng, bộc lộ tháp chỉ huy và phần trước thân tàu, rồi rơi xuống và đắm phần đuôi trước. Cho dù không có bất kỳ chứng cứ nào khác, chiếc tàu ngầm lạ hầu như đã bị đắm. Nguồn Combinedfleet.com cho rằng dù phía Hoa Kỳ ghi công Southard đã đánh chìm I-172, mục tiêu của nó nhiều khả năng lại là chiếc tàu ngầm I-15.
Vào ngày 27 tháng 11, Hải quân Nhật Bản công bố I-172 đã bị mất ngoài khơi Guadalcanal với tổn thất toàn bộ 91 người trên tàu. Tên nó được rút khỏi đăng bạ hải quân vào ngày 15 tháng 12, 1942.